# Hördalens naturreservat
Hördalen är ett naturreservat i Släps och Vallda socknar i Kungsbacka kommun i Halland. Området är en knapp kilometer lång och ett par hundra meter bred dalgång sydost om Särö. Här hittas hundraåriga ekar och ett rikt växt- och djurliv. Naturreservatet är ett populärt besöksmål, framför allt på våren då vitsipporna blommar. Hördalen förvaltas av Västkuststiftelsen.